# Rolf Carls
Rolf Carls (29 mai 1885 - 24 avril 1945) est un Generaladmiral de la Kriegsmarine durant la Seconde Guerre mondiale. Pour sa bravoure au combat et ses commandements couronnés de succès, il se voit décerner la croix de chevalier de la croix de fer en 1940.

## Biographie
Carls meurt le 24 avril 1945 à Bad Oldesloe lors d'un bombardement allié.